# 1875 aux États-Unis
Pour des articles plus généraux, voir Chronologie des États-Unis et 1875.
Chronologie des États-Unis
- 1871
- 1872
- 1873
- 1874
- 1875
- 1876
- 1877
- 1878
- 1879

Cette page concerne des événements d'actualité qui se sont produits durant l'année 1875 du calendrier grégorien aux États-Unis.

## Événements
- 14 janvier : Specie Payment Resumption Act (en), loi prévoyant la reprise des paiements en espèces et le rachat des « Greenbacks » émis pendant la guerre à partir de 1879. Les fermiers redoutant les effets de cette mesure sur la masse monétaire et le poids de leurs dettes, les ouvriers inquiets des effets de la mesure sur leur salaire, se regroupent dans le National Greenback Labor Party.
- 30 janvier : signature d’un traité de réciprocité entre les États-Unis et Hawaii. Le gouvernement américain accepte d’importer du sucre d’Hawaii sans exiger de taxes en échange de l’utilisation du port de Pearl Harbor.
- 1er mars : le Congrès adopte le Civil Right Act qui garantit les droits égaux à tous dans les transports en commun, les théâtres, les auberges, les jurys, etc.
- Octobre : scandale du « Whiskey Ring » aux États-Unis.
- 9 novembre : début de la seconde guerre des Sioux, inéluctable depuis la découverte d’or dans les Black Hills (1874), que les Sioux refusent de quitter alors que les colons affluent par milliers dans l’espoir de faire fortune.